# Lastur
Lastur es un barrio de Deva, Guipúzcoa, País Vasco (España). De carácter eminentemente rural, está constituido por varios caseríos y en el centro del valle hay un restaurante, un frontón, la ermita San Nicolás, dos molinos de harina que antaño fueron ferrerías, casas rurales y un amplio albergue que ofrece diferentes actividades para conocer el valle. En 2018 contaba con 197 habitantes.
Situado en el corazón del macizo de Izarraitz, Lastur es un entorno dominado por hermosas montañas y valles, en contraste con la presencia tan cercana del mar. Cuenta con patrimonio histórico y natural de gran valor. Arroyos en los que se crían cangrejos, cuevas, molinos, hermosos bosques y el betizu, que es la raza de toro autóctona. Todo ello conforma un pequeño mundo singular. Es valle de origen kárstico que se encuentra al pie del macizo de Izarraitz.
Su economía está basada en la ganadería, entre la que hay alguna de toros bravos, criada por los ganaderos conocidos desde generaciones con el nombre Saka.
La plaza de toros de Lastur es una de las antiguas del País Vasco. Todos los fines de semana suele haber capeas (los sábados principalmente) y en las fiestas de San Nicolás (el día 10 de septiembre), siempre hay romería con ellas. 